# Legio XVII

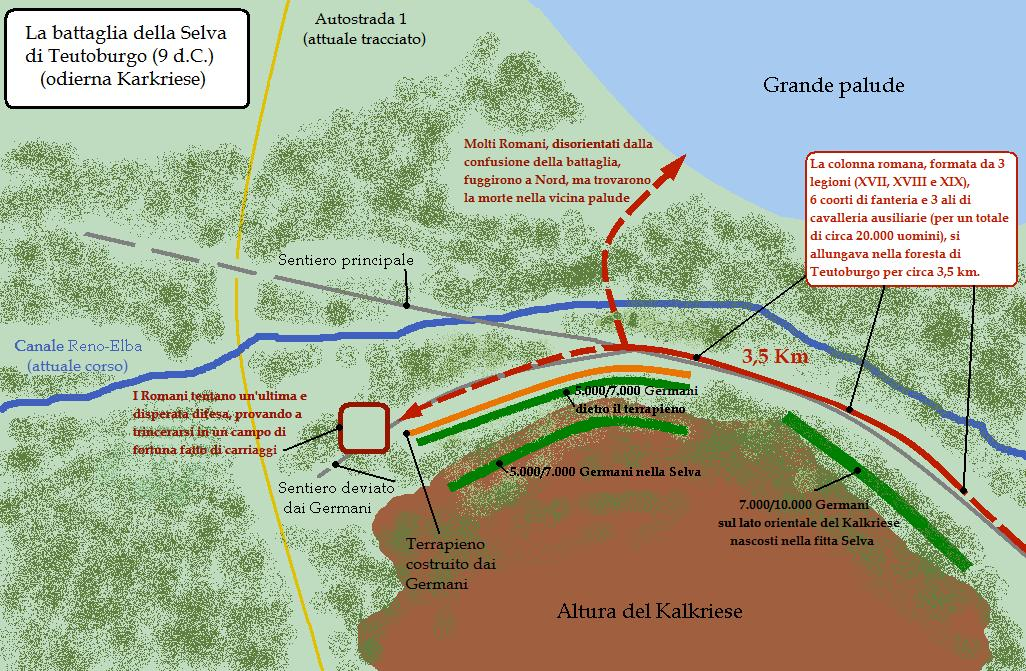
Légions romaines XVII, XVIII et XIX lors de la bataille de Teutobourg.

Legio XVII est une légion romaine détruite par Arminius en Germanie au cours de la bataille de Teutobourg ("clades Variana", le désastre de Varus pour les historiens romains).

Cette légion a été probablement créée pour contrer Sextus Pompée, le dernier adversaire du second triumvirat, et stationnée en Sicile pour protéger l'approvisionnement en grain de Rome.

## Histoire
Après la défaite de Marc Antoine et Cléopâtre à la bataille d'Actium (31 av. J.-C), la XVIIe légion a été transférée en Gaule. À la fin du Ier siècle av. J.-C, elle fut envoyée en Germanie et a été placée en garnison à Castra Vetera (Xanten). En 5 ap J.-C., les provinces à l'est du Rhin ont été pacifiées et Publius Quinctilius Varus fut nommé gouverneur et commandant de l'armée de Germanie.
À l'automne de l'an 9 ap. J.-C., Arminius, l'un des chefs de la tribu des Chérusques s'allie à Varus et lui annonce une rébellion dans le secteur de la Weser. Sans vérifier les informations reçues, Varus prit la décision d'étouffer la révolte sans attendre. Il partit aussitôt en direction de l'est à la tête de trois de ses légions, les XVII, XVIII et XIX, et les cavaliers d'Arminius comme éclaireurs. Trompé par le jeune chef Chérusque qui feint d'être assailli, Varus s'engage avec toute sa troupe et ses bagages, dans l'impénétrable forêt de Teutobourg (communément située près de Kalkriese).
S'ensuivirent alors une série d'embuscades et d'escarmouches meurtrières pour les romains, accoutumés à combattre en ordre mais incapables de faire face à un ennemi mobile et fuyant. Après plus d'une semaine, lorsque les rescapés sortirent enfin de la forêt et reformèrent les rangs, ils étaient si peu nombreux qu'ils furent balayés et exterminés dans une bataille rangée connue comme la bataille de Teutobourg. 
Quelques légionnaires des XVIIIe et XIXe légions survécurent pour raconter leur calvaire, mais il n'y eut pas un seul survivant de la XVIIe, qui ne fut pas reconstituée.
Il est probable que les superstitions associées au chiffre "17" dans l'Italie moderne, trouvent leurs origines dans cet épisode tragique de l'histoire romaine.